# The Elder Scrolls V: Skyrim
The Elder Scrolls V: Skyrim es un videojuego de rol de acción de mundo abierto desarrollado por Bethesda Game Studios y publicado por Bethesda Softworks. Es la quinta entrega de la serie de fantasía The Elder Scrolls, posterior a Oblivion y predecesor de Online. Salió a la venta el 11 de noviembre de 2011 para las plataformas Microsoft Windows, Xbox 360 y PlayStation 3. El 26 de julio de 2012 llegaron al mercado tres expansiones descargables: Dawnguard, Hearthfire y Dragonborn. El 28 de octubre de 2016 fue lanzada una remasterización llamada Skyrim Special Edition, que incluye el juego original y los complementos, así como nuevas características, como gráficos y efectos renovados. Al año siguiente llegó a Nintendo Switch y en 2021 se publicó la versión Anniversary Edition.
La historia se centra en los esfuerzos del Dovahkiin (Sangre de dragón) para derrotar a Alduin, un dragón o «dovah» que, según la profecía, está destinado a destruir el mundo. La trama se sitúa doscientos años después de los sucesos de Oblivion y tiene lugar en la provincia ficticia de Skyrim. En el transcurso de la aventura, el jugador completa misiones y hace evolucionar a su personaje gracias a la mejora de sus habilidades. A diferencia de los títulos anteriores de la saga, el usuario no selecciona una clase concreta de personaje al inicio de la partida. Skyrim continúa con la tradición de mundo abierto al permitir que el protagonista viaje a cualquier parte del mapa y posponga u omita parcial o totalmente la historia principal.
Durante su desarrollo, fue considerado como un sucesor de la filosofía de Oblivion y de Fallout 3 de 2008. El equipo de desarrolladores optó por un mapa más diverso y único que la provincia ficticia de Cyrodiil en Oblivion, la cual Todd Howard —director y productor ejecutivo— consideró menos interesante en comparación con Skyrim. El juego se construyó utilizando un motor de videojuego elaborado por Bethesda Softworks específicamente para este título. La banda sonora estuvo a cargo de Jeremy Soule —quien también dirigió la música de Morrowind y Oblivion—.
En su estreno, recibió buenas críticas por sus novedades, sobre todo en lo relacionado con el sistema de desarrollo de los personajes, gracias a la experiencia ganada durante el trabajo en las entregas pasadas de la franquicia. También recibió críticas negativas en cuanto a la pobreza del acabado en los detalles de los personajes y a los escuetos movimientos durante el combate cuerpo a cuerpo, además de los diferentes fallos que presentaba el juego en su lanzamiento. Durante la primera semana se enviaron más de siete millones de copias a los comercios minoristas. En total, Skyrim ha vendido más de sesenta millones de unidades entre todas sus plataformas a fecha de junio de 2023.

## Sistema de juego
Skyrim es un videojuego de rol y fantasía que puede jugarse desde una perspectiva en primera o tercera persona. El usuario puede vagar libre por las tierras de Skyrim, un entorno de mundo abierto basado en Escandinavia que consta de extensiones salvajes, mazmorras, cuevas, ciudades, pueblos y fortalezas. A su vez, puede navegar por el mapa más rápido montando a caballo, pagando un viaje desde el establo de una ciudad o utilizando un sistema de viaje rápido, que transporta a su personaje de manera inmediata a una ubicación ya descubierta.
Al comienzo de la partida el jugador selecciona el sexo y la raza de su avatar, además de su apariencia. Hay diez razas disponibles, que incluyen a humanos y criaturas de fantasía, como elfos y orcos. Cada una ofrece distintas ventajas y poderes: por ejemplo, los nórdicos (la raza humana nativa de Skyrim) resisten los hechizos de hielo, son mejores en habilidades como las armas a dos manos y tienen acceso al «Grito de Batalla», que hace huir a los enemigos durante medio minuto. El protagonista tiene tres atributos principales, representados en una barra en pantalla: salud —la cantidad de daño que puede recibir antes de morir—, magia —para lanzar hechizos— y resistencia —permite ejecutar ataques potentes o correr—. Estos se regeneran con el tiempo y se pueden recargar más rápido al beber pociones, lanzar conjuros regenerativos o mediante varios encantamientos.
Los personajes obtienen experiencia indirecta mientras suben de nivel sus habilidades. Estas dieciocho características se dividen en tres tipos: combate, magia y sigilo. Cada habilidad cuenta con su propia barra de experiencia, que aumenta cuando el protagonista realiza una acción en el juego relacionada con ella. Por ejemplo, forjar una daga aumenta la herrería y hacer daño con un arco aumenta la habilidad de tiro con arco. Llenar estas barras de experiencia sube de nivel la habilidad y reinicia su contador. Después de mejorar suficientes características, el propio personaje sube de nivel, lo que permite aumentar el valor máximo de uno de los tres atributos principales y proporciona un punto de ventaja. Los puntos se pueden gastar de inmediato en un beneficio específico de una habilidad, o reservarse para uso posterior.
El usuario puede entablar conversaciones con personajes no jugador (PNJ) —lo que podría conducir a nuevas misiones o ubicaciones en el mapa—; también tiene la opción de casarse con algunos individuos o entablar un combate, que puede ser a muerte o no. Al igual que en títulos anteriores de la serie, asesinar a ciertas personas puede provocar que algunas misiones u objetos no se puedan obtener. El jugador no puede matar a ciertos PNJ esenciales para la narrativa, quienes sobrevivirán a ataques de cualquier magnitud. Al cometer un delito, como asesinato o robo, si hubo testigos obtendrá una recompensa de captura y los guardias buscarán apresarlo. Dependiendo de algunos factores, incluida la gravedad del crimen, el usuario puede optar por ir a la cárcel, abonar la recompensa, persuadir al testigo para que lo olvide, declarar que es un miembro de la nobleza local, convencer al guardia o silenciar a los testigos matándolos.

### Combate
A diferencia de Oblivion, Skyrim elimina el concepto de creación de clases, ya que Bethesda consideró que no era adecuado predefinir un estilo de juego al inicio de la partida, cuando el usuario aún no sabe qué tipo de personaje preferirá. De esta forma, tiene la posibilidad de especializarse en determinadas aptitudes o bien mejorar la mayoría de habilidades, sin ceñirse a arquetipos como «mago» o «guerrero». Otra novedad respecto a su predecesor es el sistema de combate a dos manos, que permite equipar cualquier arma o hechizo en las manos libres del protagonista. Esta flexibilidad con el equipo abre un abanico de diferentes estilos de juego: doble empuñadura, armas a dos manos, espada y escudo, arcos y combinaciones de hechizos variados. Cambiar entre armas es fluido gracias a un menú de selección rápida que accede al equipo antes marcado como «favorito».
Para el combate cuerpo a cuerpo hay disponible un arsenal de espadas, mandobles, escudos, mazas, hachas de combate o de guerra. Cada una tiene sus ventajas: por ejemplo, la espada aumenta la posibilidad de acertar un golpe crítico, el hacha provoca daño de sangrado continuo y la maza ignora las mejoras de la armadura del contrario. Un añadido son los movimientos finales, que ejecutan a los enemigos de diferentes maneras, dependiendo del contrincante y del arma equipada. La defensa se basa en un sistema de bloqueo, que requiere que el jugador alce su escudo activamente para interceptar los ataques. Al mantener presionado el botón de bloqueo, el personaje golpea con el propio escudo, lo que desestabiliza y derriba al rival si tiene la guardia baja. También puede defenderse con armas a dos manos, pero no es tan efectivo como el escudo. A diferencia de la entrega anterior, el movimiento hacia atrás es más lento, lo que dificulta esquivar y huir de los enfrentamientos.
El atributo magia está compuesto por cinco escuelas: destrucción, restauración, ilusión, alteración y conjuración, con un total de ochenta y cinco hechizos a elegir. Skyrim elimina la rama misticismo, presente en Oblivion; de acuerdo a Todd Howard esto es porque le resultaba «redundante». Al igual que con las armas, diferentes hechizos se pueden asignar a cada mano; utilizar el mismo en ambas refuerza su efectividad. Los encantamientos de fuego son los que causan más daño, los eléctricos disminuyen la magia de los enemigos y los de hielo los ralentizan. También hay otro tipos de poderes que consisten en detectar vida cercana, resucitar muertos o invocar criaturas, entre otros. Por otra parte, el combate a distancia gira en torno al arco y las flechas, que hacen más daño que en el título anterior. Mediante el sigilo, el jugador puede robar a los PNJ y apuñalar por la espalda a los enemigos con un cuchillo, lo que causa diez veces más de daño.
Al explorar el mundo de Skyrim, el protagonista puede encontrar vida salvaje, mucha de la cual es hostil, mientras que otras especies son dóciles y huirán. Es la primera entrega en The Elder Scrolls que incluye dragones, aunque se hace referencia a ellos en varios de los otros juegos. Al igual que otras criaturas, los dragones se generan aleatoriamente en el mapa y entrarán en combate con los PNJ, monstruos, animales y el jugador. Algunos pueden atacar ciudades y pueblos cuando se encuentran en sus proximidades. El personaje del usuario puede absorber sus almas para usar poderosos hechizos llamados «gritos de dragón» o «Thu'um». Cada uno contiene tres palabras en el idioma de los dovah, y su fuerza variará dependiendo de cuántas partes se hayan dicho. Ciertos personajes las enseñan y otras se aprenden visitando «muros de palabras» en mazmorras o en la naturaleza; para desbloquear estas palabras se emplean las almas de los dragones asesinados.

## Historia

### Ambientación
El videojuego se desarrolla en la región de Skyrim, situada al norte del continente de Tamriel. Está dividida en nueve comarcas con características distintivas, cada una gobernada por un jarl —equivalente a un señor feudal—. La provincia se caracteriza por tener un clima muy frío en casi todas sus zonas, con frecuentes ventiscas, y un terreno en gran parte montañoso, abundante en bosques de coníferas y lagos por todo el territorio. Estas zonas están repletas de asentamientos, cuevas, mazmorras, fortalezas y terrenos de cultivo. También se encuentra habitada por una variedad de especies reales como lobos u osos, junto con otros animales inspirados en la glaciación y en la mitología, como mamuts, dragones y bestias fantásticas como «spriggans».
El mapa incluye el relieve de los territorios de Cyrodill y Morrowind. Todd Howard, productor de la entrega, lo justifica así: «Al inicio teníamos vistas panorámicas del proyecto en las que podía contemplarse las provincias vecinas de otros juegos. Necesitábamos tener algo ahí», aunque también aseguraba que en un futuro estas podrían usarse para hipotéticas expansiones. El contenido adicional Dragonborn (2012) agregó la isla de Solstheim, que pertenece a la provincia de Morrowind y ya apareció en la expansión Bloodmoon de The Elder Scrolls III.
Skyrim tiene lugar doscientos años después de los sucesos de Oblivion, por lo que no es una continuación o secuela. Durante los acontecimientos de la entrega, la provincia está sumida en una guerra civil entre dos facciones enfrentadas en la política y lo militar: los Capas de la Tormenta —que agrupan a la raza nórdica, autóctona de Skyrim— y el Imperio de Cyrodiil. Este conflicto se origina con la firma del Concordato Blanco y Dorado, un tratado de paz que el Imperio se vio obligado a firmar tras su derrota en la guerra contra el Dominio de Aldmer tres décadas atrás. Uno de sus puntos vetó el culto a Talos, una de las deidades más importantes para los nórdicos. Ante la debilidad del Imperio y dicha prohibición, el jarl de Ventalia Ulfric Capa de la Tormenta inició la rebelión para conseguir la independencia de la provincia.

### Argumento

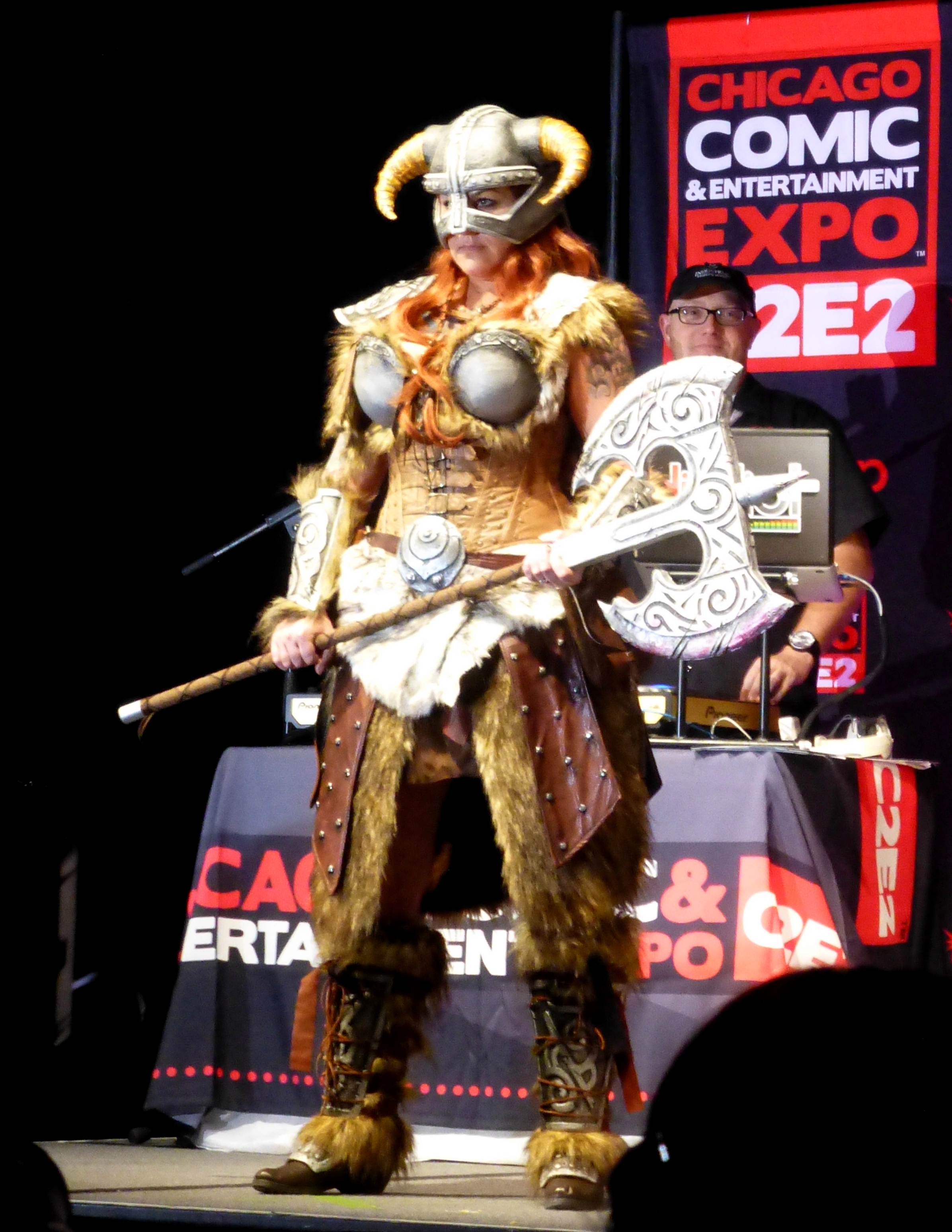
Una cosplayer del Sangre de dragón.

La historia comienza en plena guerra civil, cuando el personaje del jugador está preso y los imperiales lo trasladan a la ciudad fortificada de Helgen para ser ejecutado. Allí se encuentra a varios militantes de los Capas de la Tormenta y su líder, Ulfric. Al llegar, y a pesar de no estar en la lista de criminales, deciden ajusticiar al protagonista. Sin embargo, un dragón ataca el poblado, lo que permite que el personaje escape con un soldado del Imperio o un rebelde. Tras la huida, llega a la pequeña aldea de Cauce Boscoso. Al conocer la situación, los habitantes le piden al personaje que acuda a la ciudad amurallada de Carrera Blanca para solicitar la ayuda del jarl de la comarca, Balgruuf el Grande. Este acepta y, tras reunir más información sobre los antiguos dragones y sus túmulos, aparece otro cerca de la ciudad. Después de matarlo con la ayuda de los guardias, el personaje absorbe su alma y adquiere la habilidad mágica llamada «Thu'um» o «grito». Al ver esto, los guardias informan al personaje de que debe ser el «Sangre de dragón»: un mortal con alma draconiana capaz de gritar en la lengua de los dovah, permitiéndole desplegar poderosos ataques como lanzar fuego o escarcha. Entonces, los Barbas grises —una orden de monjes— convocan al protagonista al templo Alto Hrothgar, cerca de la cima de la Garganta del mundo, la montaña más alta de Tamriel.
Los Barbas grises inician al jugador en el «Camino de la Voz» y le enseñan el grito más conocido, Fuerza Implacable o «Fus'roh'dah». Allí, el protagonista descubre su destino como Sangre de Dragón y la profecía que vincula el inicio de la guerra civil con el regreso del dragón-dios Alduin, quien según los Elder Scrolls, destruirá a las razas de humanos y elfos y devorará el mundo. Además, el protagonista se entera de que es el último Sangre de dragón, un poder otorgado por los dioses para defender la provincia de Skyrim y el continente de la amenaza de Alduin y otros dragones. Para continuar su formación, los Barbas grises encomiendan al jugador recuperar el cuerno del fundador de su orden. Sin embargo, al llegar a la mazmorra donde se encontraba, descubre que el cuerno ha sido robado por Delphine, la posadera de Cauce Boscoso. Esta resulta ser una de los últimos miembros sobrevivientes de la Orden de los Cuchillas, una hermandad de escoltas y cazadores de dragones que juraron proteger al emperador Imperial. Después de presenciar la resurrección de un dragón e infiltrarse en la embajada Thalmor —una organización del Dominio de Aldmer—, ambos dan con Esbern, archivista de los Cuchillas que se oculta en las alcantarillas de la ciudad de Riften.

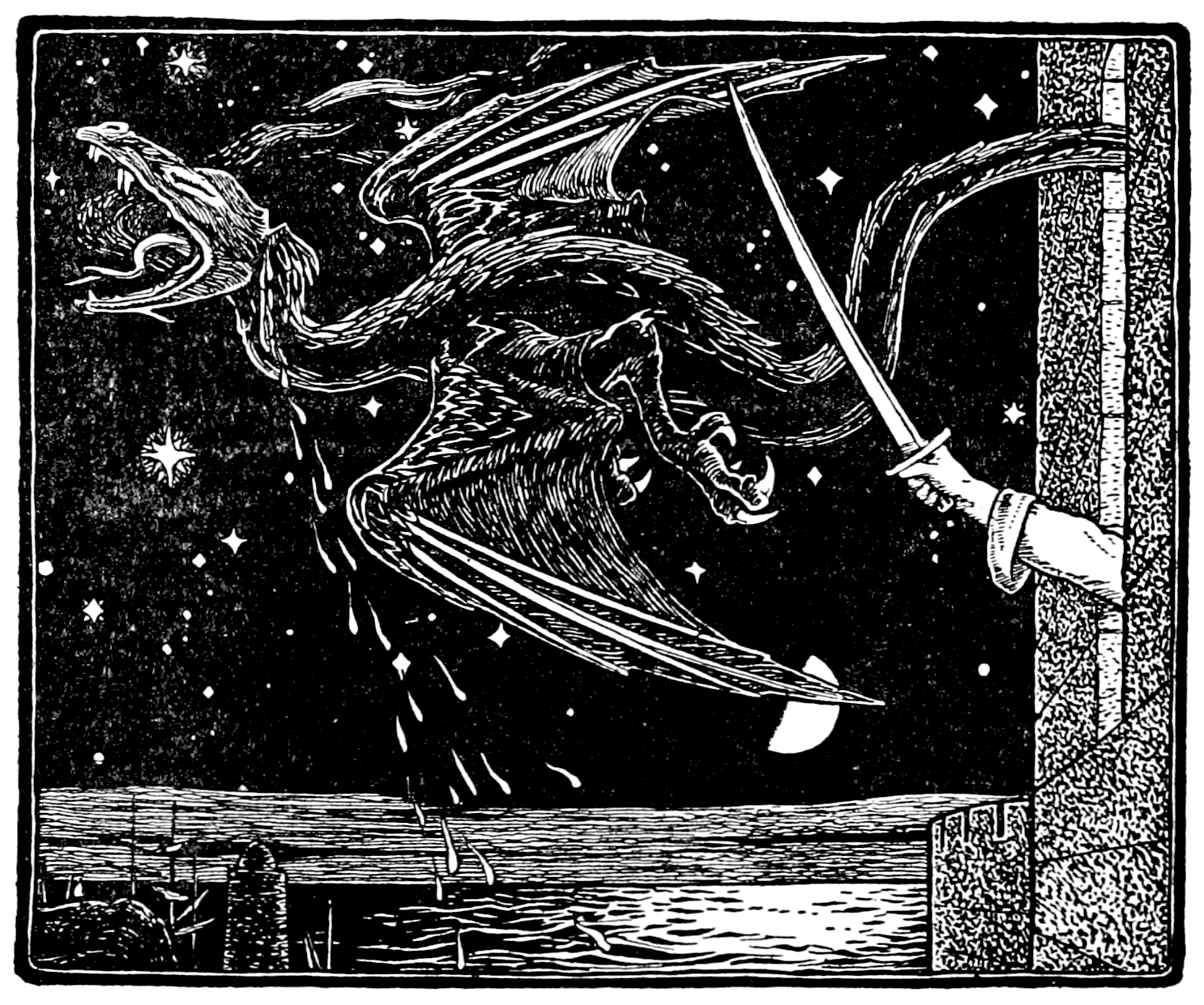
Buena parte de la trama principal de Skyrim se centra en la lucha contra los dragones, quienes solían reinar con tiranía la región en épocas pasadas. Si bien Alduin es el antagonista principal del juego y la mayoría de dragones son hostiles, Odahviing y Paarthurnax se alían con el protagonista.

El jugador, en compañía de los Cuchillas, parte en la búsqueda de una antigua fortaleza de la orden y del Muro de Alduin, donde está grabada una profecía. A su vez, el Sangre de Dragón descubre un grito que los antiguos nórdicos usaron contra Alduin: el Desgarro de dragones. Este poderoso grito, símbolo del odio de la humanidad hacia los dovah, impide que el dragón vuele y lo fuerza a aterrizar, dejándolo vulnerable a los ataques. Para recopilar más información, el personaje debe encontrarse con el anciano dragón Paarthurnax, líder de los Barbas grises y antiguo general de Alduin. Paarthurnax revela que Alduin no fue realmente derrotado, sino enviado al futuro mediante el uso de un venerable rollo o Elder Scroll, con la esperanza de que se perdiera en el tiempo. El jugador encuentra este rollo en el interior de las antiguas ruinas dwemer de Límite sombrío y lo utiliza para mirar a través de una ventana del tiempo, aprendiendo el grito Desgarro de dragones para así poder combatir contra el antagonista.
Armado con el conocimiento de cómo los antiguos nórdicos derrotaron a Alduin, el protagonista lo enfrenta en la cima de la Garganta del mundo. Al verse sobrepasado, el dragón huye al más allá nórdico, Sovngarde. El Sangre de dragón posteriormente descubre que el palacio del jarl de Carrera Blanca fue construido con el propósito de capturar y retener a un dragón. Allí invoca y encierra a Odahviing, quien le informa de que Alduin ha escapado a Sovngarde por un portal en un antiguo templo fortificado llamado Skuldafn. Impresionado por el Thu'um del jugador y su destreza para atraparlo, Odahviing se compromete a llevarlo a Skuldafn, alegando que Alduin se ha mostrado débil e indigno de ser el líder de los dragones. Una vez en Sovngarde, el antiguo héroe nórdico Ysgramor revela que el villano ha dispuesto allí una «trampa de alma», con la cual recupera fuerza al devorar las almas de los difuntos nórdicos que caen en ella. A continuación, el Sangre de Dragón se encuentra con los tres nórdicos que habían vencido a Alduin por primera vez, y con su ayuda destruye la trampa de alma y derrota al antagonista. Si en una decisión anterior el jugador no asesinó a Paarthurnax, este convence a los dragones leales a él para que abandonen el continente de Tamriel.

### Facciones

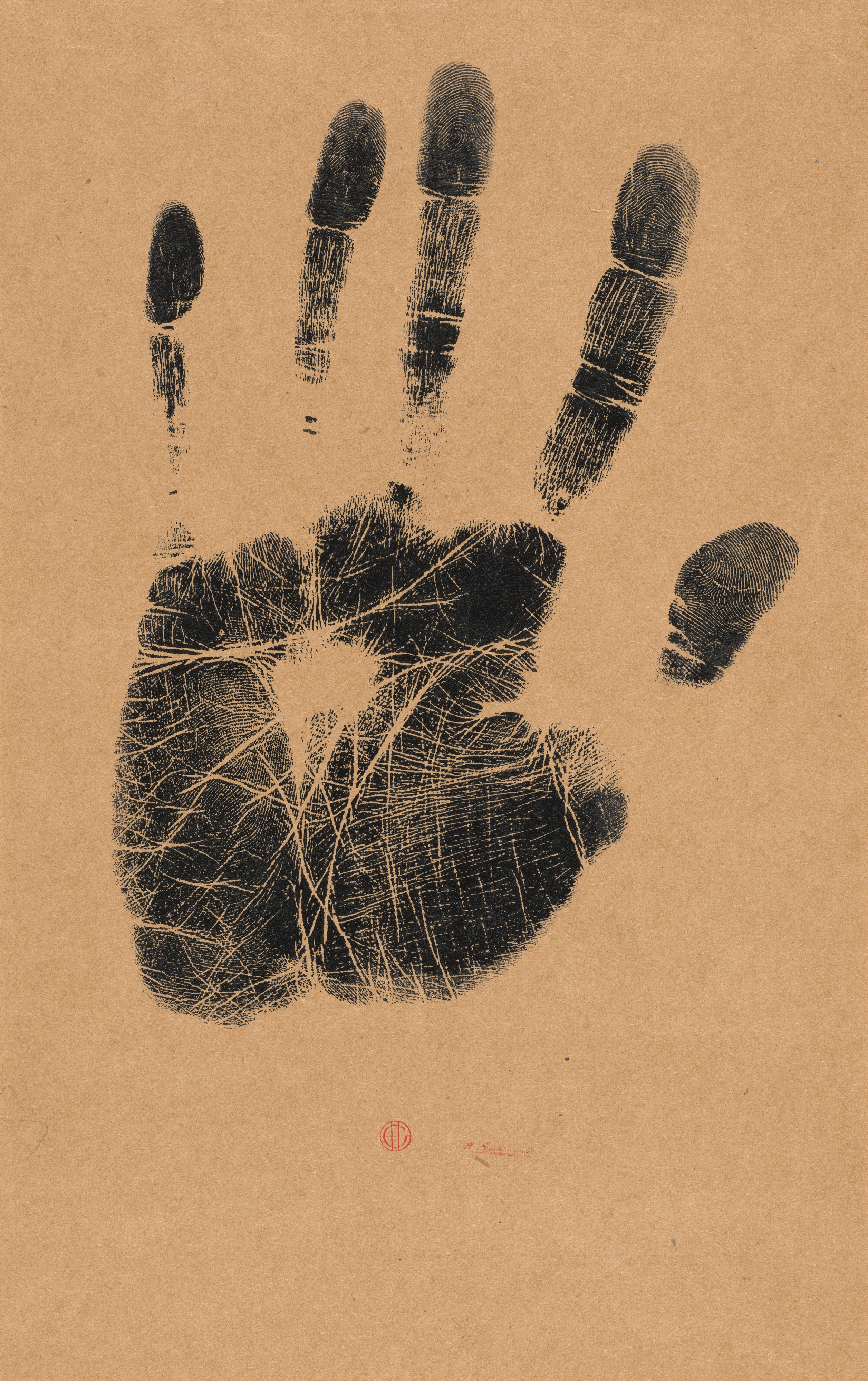
Con la marca de una mano entintada de negro y el mote «We know» (en español, «Lo sabemos») plasmados en una nota, la Hermandad Oscura contacta al Sangre de dragón tras su primer homicidio por encargo. Esta facción es una de las más aclamadas de Skyrim por su historia de traición y el elenco de personajes, en palabras de Emil Pagliarulo, «tan extraño y diverso».

En Skyrim el jugador tiene la opción de unirse a varias de las facciones o gremios que radican en la provincia: cada una tiene objetivos e intereses distintos y ofrece recompensas diversas. Las misiones asociadas a estos grupos se pueden completar en cualquier orden y no afectan al desarrollo de la historia principal. El protagonista puede pertenecer de forma simultánea a todas las facciones, menos en el caso de los Capas de la Tormenta y el Imperio de Cyrodiil, que son mutuamente excluyentes.
En el contexto de la guerra civil, el personaje principal puede tomar partido en cualquiera de los dos bandos, sin que reciba un trato diferente por su participación en el conflicto. Los Capas de la Tormenta buscan conservar sus costumbres y el culto al dios Talos, aunque miembros más radicales defienden la expulsión de todos los no nórdicos de la provincia. A su vez, su cabecilla, Ulfric, intenta convertirse en el rey supremo de Skyrim. Para unirse, el protagonista debe acudir a Ventalia para hablar con él, quien tras una prueba de fuerza lo aceptará entre sus filas. La Legión Imperial quiere acabar con la libertad religiosa de la región, debido al tratado que firmaron años atrás con el Dominio de Aldmer. Aunque muchos imperiales tampoco aprueban el acuerdo y la presencia de Thalmor en la nación, abogan por un Imperio unificado que pueda proteger a su habitantes del Dominio. Si el jugador quiere alistarse al ejército imperial, debe hablar con el general Tulio y la legada Rikke en el castillo Severo de Soledad, para acto seguido despejar un fuerte cercano de unos bandidos.
Además de estas dos facciones principales, también están disponibles los siguientes grupos:
- Los Compañeros: es un antiguo gremio de guerreros que fundó el nórdico Ysgramor cuando creó el primer asentamiento humano en Tamriel. Su líder actual es Kodlak Melena Blanca y para unirse el jugador debe acudir a su sede en la ciudad de Carrera Blanca.[48] La línea de misiones desbloquea la «Forma Bestial», que permite transformar al usuario en licántropo una vez al día. Dicho poder ofrece una serie de ventajas, como aumentar los puntos de salud o la velocidad al esprintar, pero imposibilita usar la magia y los guardias lo atacarán.[45][49]
- Colegio de Hibernalia: una institución de enseñanza de la magia, de baja estima entre los nórdicos. Cuando la guardiana de la puerta acepta al Sangre de dragón como estudiante, este se ve envuelto en una serie de investigaciones y búsquedas de artefactos arcanos bajo el escrutinio de espías Thalmor, que desembocan en su proclamación como «Archimago». Formar parte del Colegio da acceso a distintos maestros de la magia que enseñan hechizos exclusivos.[48][50]
- Gremio de ladrones: es una facción que ya estaba presente en Oblivion, con base en la Ratonera de Riften. Deambulando por sus calles, si el personaje principal acepta un plan de robo de Brynjolf este le aceptará como parte de la organización. La venganza y la redención son los temas centrales de esta trama, que se centra en ampliar la influencia del gremio en Skyrim. Por ser miembro, el jugador podrá vender artículos robados a comerciantes, que tendrán más fondos disponibles conforme se vayan completando misiones secundarias de la facción.[48]
- Hermandad Oscura: es una organización de asesinos a sueldo recurrente en las cuatro entregas anteriores de The Elder Scrolls. Bajo liderazgo de Astrid, siguen los designios de sus deidades, Sithis y la Madre Noche, y su santuario está cerca de Falkreath.[42] Para desencadenar los eventos de este grupo, el Sangre de dragón debe aceptar un asesinato en Ventalia; tras recibir una nota misteriosa de la Hermandad, le secuestran y puede optar por unirse.[nota 5][45] La historia involucra una serie de giros argumentales y traiciones, que culminan con el magnicidio del emperador de Cyrodiil.[42] Las misiones principales de esta facción consisten en cometer homicidios en distintos escenarios desafiantes, además de otros encargos secundarios que se generan de forma aleatoria.[51]

### Personajes

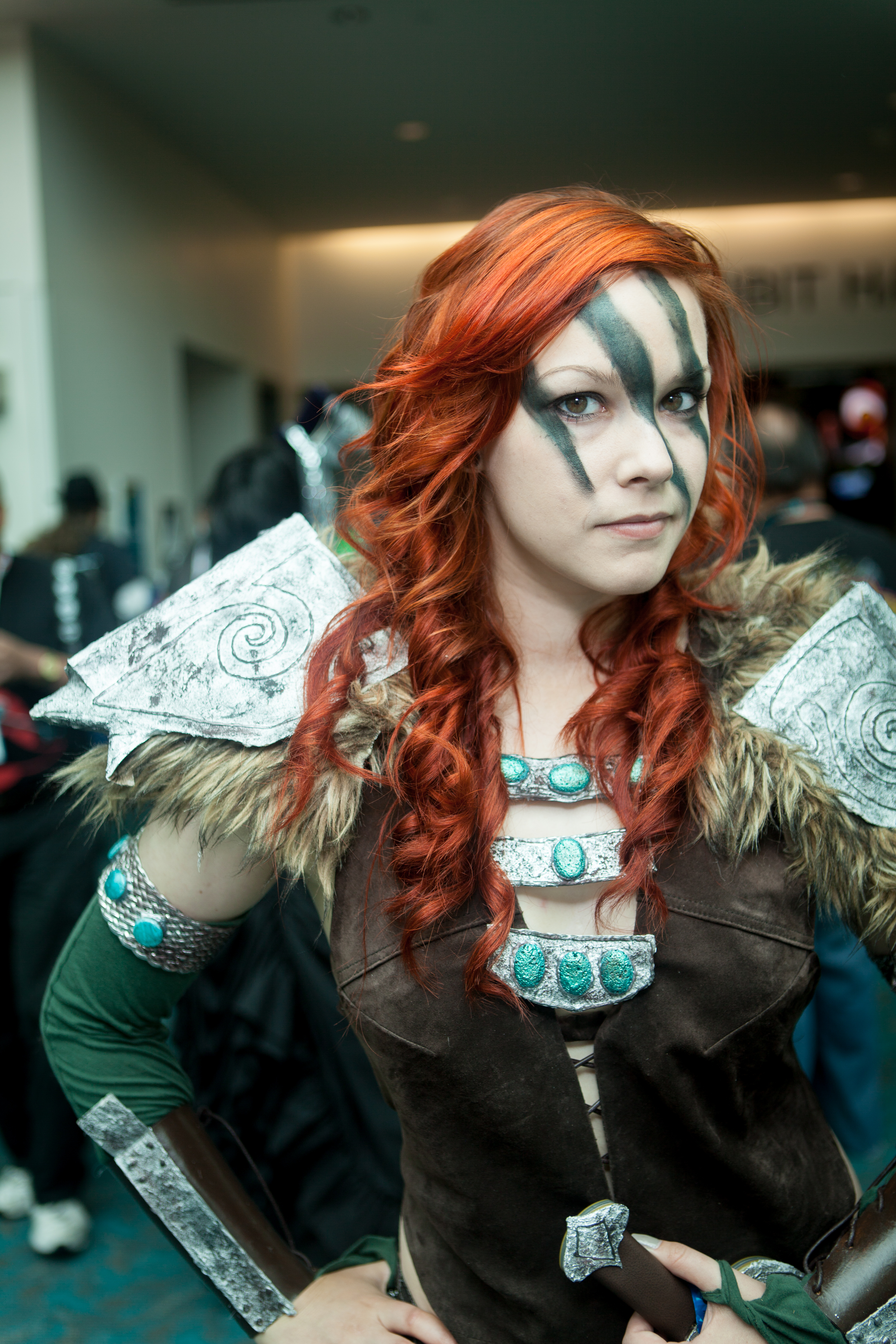
Cosplay de Aela la Cazadora, miembro de los Compañeros y una de los sesenta y seis personajes que pueden ser seguidores del jugador.

Más de un millar de PNJ habitan en las tierras de Skyrim; de entre ellos, sesenta y seis pueden ser seguidores o compañeros del protagonista. Accederán a viajar con el jugador tras completar misiones relacionadas con ellos o a cambio de dinero. También ofrecen ayuda en el combate y portan equipo adicional.
Hay ciertos personajes que cobran especial relevancia para la historia de Skyrim:
- El último Sangre de dragón: también conocido como «Dovahkiin», es el avatar del jugador y por ello no tiene ni raza ni género predefinido —aunque el material promocional del juego lo retrata como un hombre nórdico—. Los Sangre de dragón son unos individuos humanos, pero con alma de dragón, lo que les permite usar el poder de los «Thu'um». Una profecía marcó que el último Dovahkiin despertaría con el regreso de Alduin, el «Devorador de mundos», tal como sucede en los acontecimientos de Skyrim. A lo largo de la trama, los Barbas grises y los Cuchillas lo guían con el objetivo de que cumpla su destino y derrote al villano.[55][56][57]
- Alduin: el antagonista principal del título, es un dragón de escamas oscuras y aspecto amenazador. Conocido como el «Devorador de mundos», pretende restaurar la hegemonía de los dragones y destruir Tamriel. Tuvo un primer contacto con el Sangre de dragón cuando atacó Helgen e interrumpió su ejecución. Cuando el personaje principal aprende el grito «Desgarro de dragones», lo derrota mientras se ocultaba en Sovngarde.[58][59]
- Arngeir: anciano miembro de los Barbas grises y el único de ellos que está dispuesto a comunicarse con el jugador. Este le entrena en el uso del «Thu'um» y le indica los lugares donde puede aprender más palabras de los gritos. Si el protagonista asesina a Paarthurnax, jefe de su orden, se negará a seguir ayudándole.[59]
- Paarthurnax: un viejo y sabio dragón que dirige la orden de monjes de los Barbas grises. Le enseña al Dovahkiin gritos indispensables para su victoria contra Alduin. Él solía ser la mano derecha del villano, pero rechazó su naturaleza malvada y se aisló en la cima de la Garganta del mundo; a pesar de esto, le gusta conversar y debatir sobre filosofía. Los Cuchillas demandan su muerte por las fechorías que cometió en el pasado, pero el jugador puede optar por seguir o no esta directriz.[58][59]
- Delphine: es la dueña de una pequeña posada en Cauce Boscoso, que más tarde se revela como una de los últimos Cuchillas, un grupo que juró servir a los Sangre de dragón.[58] Es una persona astuta y terca, que detesta a los Barbas grises porque los ve impasibles ante la amenaza de los dragones que sufre Skyrim.[59][60]
- Esbern: anciano nórdico erudito y miembro de los Cuchillas, guía al protagonista en todo lo relacionado con los dragones.[60] Es un gran conocedor de la historia de su orden, así como de los Sangre de dragón, y viaja junto a este al templo donde encuentran e interpreta la profecía del regreso de Alduin.[58]
- Ulfric Capa de la Tormenta: es el cabecilla de los Capas de la Tormenta, los revolucionarios que pretenden la independencia de Skyrim del Imperio. Es un líder considerado carismático, que piensa que la provincia debería pertenecer solo a los nórdicos. El protagonista puede apoyarlo o enfrentarse a él.[58]
- General Tulio: un estratega imperial, enviado a Skyrim para sofocar la guerra civil y la resistencia de los locales al Concordato Blanco y Dorado. Se trata de un militar sensato que evita la política.[60]

## Desarrollo
Después de haber completado el trabajo de Oblivion en 2006, Bethesda Game Studios enfocó sus esfuerzos en Fallout 3, el cual llegó a la venta en el 2008. Fue durante este tiempo cuando el equipo comenzó la planificación de su próxima entrega de la serie The Elder Scrolls. El desarrollo en pleno del juego se inició tras el lanzamiento de Fallout 3; sus creadores consideraron Skyrim como un sucesor espiritual tanto de este último como de The Elder Scrolls en general. Cerca de cien personas compusieron el equipo de desarrollo, tanto nuevas incorporaciones como trabajadores veteranos. Supervisó la producción Todd Howard, quien ha sido el director de muchos de los juegos de Bethesda Softworks.

### Diseño
El equipo ubica la trama en la provincia de Skyrim, la cual diseñaron a mano. Aunque en tamaño es similar a la Cyrodiil de Oblivion, la topografía montañosa del mundo amplía el espacio de juego y lo hace más difícil de cruzar que la relativamente plana Cyrodiil. Al diseñar el mundo de Skyrim, el equipo optó por un enfoque diferente al de su precuela; el director artístico, Matthew Carofano, consideró una aproximación más surrealista para representar al género de fantasía de forma diferente a la visión tradicional de la Europa del norte vista en el título previo de la franquicia. Howard expresó el deseo del equipo de retomar en Skyrim el «maravilloso descubrimiento» hecho en Morrowind como un regreso a la fantasía clásica de Arena y de Daggerfall, que en Oblivion tuvo que sacrificarse. Los diseñadores dividieron el mapa del mundo en nueve sectores o comarcas, como una manera de crear diversidad en la provincia, y trataron de hacer que cada una de estas fuese de topografía única. El equipo quiso reflejar el nivel socioeconómico de los PNJ al hacer algunos lugares del mundo sofisticados y ricos, en contraste con otros pobres y de escasa tecnología.
El grupo de desarrolladores trató de hacer que cada una de las diez razas del juego fuesen únicas; Howard consideró que la elección de una raza por parte del jugador al inicio del juego es una decisión mucho más relevante de lo que había sido en los anteriores The Elder Scrolls, debido a que en la cultura del mundo de Skyrim el racismo es más marcado. Sin embargo, reiteró que la elección de la raza no tiene mayores consecuencias en las interacciones, ya que se limita a añadir personalidad a los diálogos de los PNJ hacia el usuario.

El Túmulo de las Cataratas Lúgubres es una de las primeras mazmorras que visitará el jugador, ya que completarla forma parte de la línea de misiones principal. En esta tumba nórdica habitan bandidos y monstruos y el usuario tendrá que resolver una serie de acertijos para conseguir el tesoro que vino a buscar.

Skyrim cuenta con 244 misiones y más de 300 puntos de interés. Para conseguir que el mundo se sintiese hecho a mano, los diseñadores dejaron de usar el generador de paisajes que habían empleado en su predecesor. Mientras que en este último un miembro del equipo se encargó de diseñar las mazmorras, en Skyrim una delegación de ocho personas se ocupó de confeccionar los 150 calabozos, cuevas y similares. De acuerdo a un antiguo diseñador de Bethesda, Joel Burgess, este cambio en la filosofía de trabajo se produjo tras los resultados insatisfactorios con las mazmorras de Oblivion, pues llegaban a crear veinte en dos semanas. En este contexto, Burgess y otro compañero empezaron a confeccionar por su cuenta nuevos calabozos personalizados, que al fin se incluyeron en el juego. A partir del desarrollo de Fallout 3 se formó un departamento de diseño de niveles.
Habiendo establecido la importancia de la planificación de niveles durante su trabajo en Fallout 3, Burgess y sus compañeros emplearon el conocimiento adquirido en este y en Oblivion para las mazmorras de su secuela. En este título, el equipo pudo combinar diferentes disciplinas de diseño para incorporar la narrativa de las misiones en los calabozos y conseguir un mundo más cohesivo. Una de las mazmorras que destaca Burgess es Límite Sombrío, que concibió con ayuda inicial del artista Nate Purkeypile. Esta caverna subterránea que conecta distintas ruinas dwemer es una de las áreas más aclamadas del juego, pero comenzó siendo un proyecto improvisado entre Burgess y Purkeypile. Su inclusión final fue posible gracias a que un 20 % del cronograma de desarrollo se destinaba al spotlighting, un proceso que tomaba en cuenta las buenas ideas que podían surgir durante la creación de la entrega.

### Motor
El motor de creación gráfica de Skyrim es original de Bethesda y elaborado antes del lanzamiento del título. Luego de la salida de Fallout 3, los desarrolladores idearon numerosos objetivos de diseño para completar en la quinta entrega de The Elder Scrolls, y de acuerdo a Howard, el equipo los cumplió. No habían sido capaces de satisfacer sus metas con el hardware de aquel entonces, por lo que tendrían que esperar a la próxima generación y lanzar a Skyrim al mercado en ese momento. Sin embargo, Howard afirmó que la tecnología de la época no retrasaría en absoluto al equipo de desarrolladores. El motor de creación permite numerosas mejoras en la fidelidad gráfica en comparación con los anteriores trabajos de Bethesda. Por ejemplo, la distancia de dibujado genera los elementos visuales más lejos que en títulos pasados de la saga; Howard dio un ejemplo en el que jugador puede mirar en detalle un objeto pequeño, como un tenedor, y luego mirar hacia la distante cima de una montaña y correr a la parte superior de la misma. La iluminación dinámica genera las sombras de cualquier estructura o elemento en el mundo del juego. En entregas anteriores, Bethesda había utilizado el software SpeedTree para producir la flora, pero el generador utilizado en Skyrim permitió un mayor detalle de lo que habría sido posible con dicha tecnología. Por ejemplo, con el motor propio de Bethesda, el equipo fue capaz de darle peso a las ramas de los árboles y afectar su interacción con el viento. Este también puede influir en el flujo del agua en ríos y arroyos. Debido a la gran presencia de nieve en el mapa, el equipo creó un sistema de precipitación dinámico: en lugar de representarla como una textura —como se vio en los juegos previos—, el programa escanea la geografía para calcular dónde debe caer la nieve.
Para mejorar la calidad de las animaciones de los personajes y conseguir mayor fluidez al caminar o correr, los diseñadores emplearon un conjunto de herramientas de comportamiento obra de Havok. También aumentaron la eficiencia de la opción de vista en tercera persona que había sido muy criticada en Oblivion. Esta tecnología permite que las interacciones entre el jugador y los PNJ transcurran en tiempo real, a diferencia de la pasada entrega, donde el tiempo se congela y la cámara hace un acercamiento de primer plano al rostro del personaje. En cambio, en Skyrim los PNJ pueden moverse y hacer gestos corporales mientras conversan con el usuario. De forma similar a Fallout 3, el jugador no puede lastimar de ninguna manera a los PNJ niños, ya que la violencia contra los infantes en los videojuegos es un tema controvertido. El título hace uso del sistema de inteligencia artificial Radiant Al —creado en la entrega anterior—, que fue actualizado para permitir a los PNJ «hacer lo que quisieran bajo parámetros adicionales». Esta mejora permite una mayor interacción con los personajes y su entorno: pueden realizar labores como la agricultura, la molienda y la minería en el mundo del juego, además de poder reaccionar entre ellos.

### Problemas técnicos
Durante su lanzamiento, los usuarios informaron acerca de múltiples problemas técnicos. Por ejemplo, para la versión de Xbox 360 se reportó un defecto que reducía el tamaño de las texturas cuando el juego se ejecutaba desde el disco duro. En PlayStation 3 sufrió de fallas, ralentización y bajadas en la velocidad de fotogramas cuando los archivos guardados superaban los 6 MB —situación habitual en partidas con mucho tiempo de juego—. Los usuarios de Windows también experimentaron varios fallos y lentitud en la ejecución del juego. Según el director de Skyrim, Todd Howard, el equipo sabía que la versión de PlayStation 3 podía tener problemas por la capacidad de su memoria RAM. Sin embargo, negó que su bajo rendimiento en la consola se debiera a los archivos de guardado de gran tamaño, en tanto que culpó a las diferentes variables y eventos que suceden a la vez en las partidas.
Desde su publicación, Bethesda lanzó varios parches para solucionar problemas técnicos y mejorar la entrega en general. El parche 1.2 del 29 de noviembre de 2011 arreglaba algunos fallos, pero varios jugadores reportaron nuevos errores tras su instalación, que provocaban que los defectos fueran más frecuentes. El parche 1.3 se lanzó el 7 de diciembre para mejorar la estabilidad y abordar los problemas que había introducido la versión 1.2. El parche 1.4 llegó a Windows el 1 de febrero de 2012, y, además de arreglar errores habituales, proporcionó compatibilidad con el lanzador de Skyrim y Skyrim Workshop. El parche 1.5 del 20 de marzo, también para ordenadores, corrigió numerosas fallas y añadió nuevas cámaras para el tiro con arco y el lanzamiento de hechizos. El 12 de abril de 2012, Bethesda anunció que la compatibilidad con Kinect llegaría a la versión de Xbox 360, con más de doscientos comandos de voz. La versión 1.6 del 24 de mayo añadió el combate a caballo a la par que mejoró la estabilidad. Los parches posteriores solo corrigieron problemas menores, pero el 1.9 del 18 de marzo de 2013 también agregó nuevas características, entre ellas la nueva dificultad «Legendaria» y habilidades «Legendarias», que eliminan el límite de nivel.

## Banda sonora y audio
Después de su trabajo en Morrowind y Oblivion, el equipo de desarrolladores incorporó a Jeremy Soule nuevamente para componer la música de Skyrim. Soule creó el tema principal del juego: «Dragonborn» (Sangre de dragón), que interpretó un coro de más de treinta personas que cantan en la «lengua de dragón». El director creativo, Todd Howard, proyectó que la canción debía ser como el tema de The Elder Scrolls cantado por un coro de bárbaros. Soule aprobó la idea, e hizo la grabación con un orfeón de treinta vocalistas masculinos, que luego montó en tres capas diferentes para crear el efecto de noventa voces. El artista conceptual de Bethesda, Adam Adamowicz, concibió el lenguaje draconiano y desarrolló un alfabeto rúnico de treinta y cuatro caracteres para el juego. El léxico se ampliaba según fuese necesario; como explicó el diseñador en jefe Bruce Nesmith, las palabras se introducían en el lenguaje «cada vez que [el estudio quería] comunicar algo».

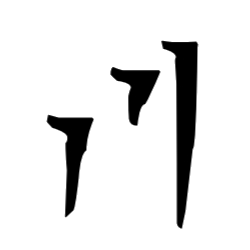
La letra F en el alfabeto de dragón.

Para esta entrega, Howard buscó que la banda sonora difiriera de la música más armoniosa de sus predecesores y tomara una dirección más agresiva. De acuerdo a Emma Majoris, de Game Rant, «Soule entendió la tarea perfectamente» y logró desviarse de los métodos tradicionales de composición. De este modo, empleó instrumentos sintéticos y en vivo para combinar canto llano, música folclórica nórdica y tradición clásica para lograr una banda sonora expresiva para el mundo de Skyrim. Soule utilizó multitud de elementos: cuerdas bajas, tambores taiko, timbales, etc., además de instrumentos de origen medieval como el dulcimer, el laúd o ciertos tipos de flautas. Robert Ramsey de Push Square calificó la música del título como una de las mejor realizadas para un videojuego, en tanto que desde Kotaku Kirk Hamilton incluyó el álbum entre las mejores bandas sonoras de juegos de 2011. Kyle E. Miller, de RPGFan, comentó que si bien no eran muy originales, las pistas de audio establecen y mantienen una atmósfera atractiva, a la par que concluyó que el tema más memorable es «Dragonborn».
Al igual que en las dos entregas anteriores de la serie, la banda sonora de Skyrim llegó al mercado el 4 de noviembre de 2011 vía la distribuidora DirectSong, propiedad de Jeremy Soule. Este primer lanzamiento incluyó cuatro CD de audio y Soule autografió todos los ejemplares reservados antes del 23 de diciembre. Las reservas del «Día uno» hechas en Amazon.de también incluyeron un disco promocional de cinco pistas de Skyrim. Una versión digital de la banda sonora llegó el 31 de enero de 2013 a iTunes. Para conmemorar el décimo aniversario del juego, la Orquesta Sinfónica de Londres interpretó el álbum en un concierto oficial el 11 de noviembre de 2021; el día siguiente Bethesda lanzó la grabación de la sesión.
| Personaje | Actriz o actor en inglés              | Actriz o actor en castellano                       |
| --- | ------------------------------------- | -------------------------------------------------- |
| Aela la Cazadora, Brina Merilis, Bryling, Faleen, Laila la Legisladora, Legada Rikke, Sorli la Constructora, Zaria y otros | Claudia Christian                     | Desconocido                                        |
| Ahtar, Arnbjorn, Avulstein Melena Gris, Farkas, Jod, Maul, Yngvar el Cantante y otros | Michael «Popeye» Vogelsang            | Roberto Cuadrado (Arnbjorn)                        |
| Alduin y Hircine | Daniel Riordan                        | Rafael Azcárraga                                   |
| Amaund Motierre y Ancano | Alexander Brandon                     | Carlos López Benedí                                |
| Annekke Saltadora de Riscos, Anuriel, Curwe, Mephala, Nenya, Vittoria Vici y otros | Colleen Delany                        | Desconocido                                        |
| Anton Virane, Jarl Siddgeir, Phinis Gestor, Reburro Quintilio, Sabjorn, Savos Aren y otros | Keith Silverstein                     | Miguel Ángel Montero (Anton Virane)                |
| Arngeir | Christopher Plummer                   | Carlos Salamanca                                   |
| Arniel Gane, Dervenin, Noster Ojo de Águila, Provencio Avenicci y otros | Richard Epcar                         | Desconocido                                        |
| Arrald Corazón Helado, Bolgeir Garra de Oso, Capitán Aldis, Gonnar Dador de Juramento, Hakon Ojo Único, Horik Mediamano, Hrongar, Jarl Igmund, Jorleif, Kottir Cardumen Rojo, Sinmir, Thorygg Asesino del Sol, Unmid Pie Nevado, Yrsarald Tres Veces Perforado y otros | Paul Ganus                            | Desconocido                                        |
| Asgeir Pie Nevado, Hemming Espino Negro, Thonar Sangre Argéntea, Torygg y otros | Christian Svensson                    | Desconocido                                        |
| Aslfur, Comandante Cayo, Comandante Maro, Legado Advento Cesennio, Legado Emmanuel Admand, Legado Fasendil, Legado Hrollod, Legado Quentin Cipio, Legado Sevan Telendas, Legado Skulnar, Legado Taurino Duilis, Skjor, vigilante Tirano y otros                        | Brandon Ellison                       | Desconocido                                        |
| Astrid | Cindy Robinson                        | Elena Ruiz de Velasco                              |
| Avento Aretino, Joric y otros | Reese Hartwig                         | Desconocido                                        |
| Avrusa Sarethi | Desconocido                           | Desconocido                                        |
| Azura y Gormlaith Empuñadura Dorada | Lynda Carter                          | Julia Martínez y Arantxa Franco de Sarabia         |
| Babette | Desconocido                           | Desconocido                                        |
| Balagog gro-Nolob | Desconocido                           | Desconocido                                        |
| Balgruuf el Grande, Beirand, Bersi Mano de Miel, Brunwulf Invierno Libre, Falk Barba de Fuego, Korir, Kraldar, Pactur, Ralof, Thongvor Sangre Argéntea, Thonnir, Vekel el Macho, Vilkas, Wilhelm y otros                                                               | Michael Gough                         | Desconocido                                        |
| Barbas, Clavicus Vile, Mallo Maccio, Mercer Frey, Enthir, Erikur, Falion, Viarmo | Stephen Russell                       | Vicente Gil (Erikur)                               |
| Boethiah, Elenwen y Meridia | Jean Gilpin                           | Julia Martínez, Julia Martínez y Ana Plaza         |
| Borri | Desconocido                           | Desconocido                                        |
| Brynjolf | Robin Atkin Downes                    | Ángel Amorós                                       |
| Calcelmo, Calixto Corrium, Nepote Gran Nariz, Raerek, Tolfdir y otros | George Coe                            | Desconocido                                        |
| Cicerón | Andrew «Andy» Morris                  | Sergio Goicoechea                                  |
| Colette Marence y otros | Lauri Hendler                         | Desconocido                                        |
| Deeja, Keerava y otros | Renée Victor                          | Desconocido                                        |
| Delphine | Joan Allen                            | Julia Martínez                                     |
| Delvin Mallory | Enn Reitel                            | Rafael Azcárraga                                   |
| Dengeir de Stuhn | Desconocido                           | Desconocido                                        |
| Derkeeto | Desconocido                           | Desconocido                                        |
| Dorian, Drevis Neloren, Endon, Gelebros, Maramal, Prisionero Alik'r, Vanto Loreio y otros | Jon Curry                             | Desconocido                                        |
| Einarth | Desconocido                           | Desconocido                                        |
| Elisif la Justa, Idgrod la Joven, Muiri, Ysolda y otros | Corri English                         | Desconocido                                        |
| Eltrys, Hermano Verulo, Varnio Junio y otros | Jason Marsden                         | Desconocido                                        |
| Erandur, Malur Seloth y otros | Keith Szarabajka                      | Desconocido                                        |
| Esbern | Max von Sydow                         | Adolfo Pastor                                      |
| Faralda, Haelga y otros | Susan Eisenberg                       | Desconocido                                        |
| Felldir el Viejo, Galmar Puño de Piedra y otro | Paul Eiding                           | Desconocido                                        |
| Festo Krex, Olfrid Batallador, Skald el Anciano, Vignar Melena Gris | Jim Cummings                          | Ángel Amorós (Festo Krex)                          |
| Frorkmar Estandarte Desgarrado | Desconocido                           | Desconocido                                        |
| General Tulio | Michael Hogan                         | Antonio Abenójar                                   |
| Gianna, Thaena y otros | Ellen Dubin                           | Desconocido                                        |
| Gisli, Tonilia y otros | April Stewart                         | Desconocido                                        |
| Gulum-Ei | Desconocido                           | Desconocido                                        |
| Hadvar | Jonas Fisch                           | Juan Navarro Torelló                               |
| Hermaeus Mora, Sheogorath y otros | Wes Johnson                           | Txema Moscoso                                      |
| Hircine, Peryite y otros | Craig Sechler                         | Rafael Azcárraga, Juan Carlos Lozano y desconocido |
| Idgrod Cuervo Viejo y otros | Diane Michelle                        | Desconocido                                        |
| Irileth, Madre Noche, Nocturnal, Sabine Nytte y otros | Lani Minella                          | Desconocido                                        |
| Jaree-Ra | Desconocido                           | Desconocido                                        |
| Jefe Yamarz | Desconocido                           | Desconocido                                        |
| Julianos | Desconocido                           | Desconocido                                        |
| Jyggalag | Desconocido                           | Desconocido                                        |
| Karliah | Moira Quirk                           | Yolanda Pérez Segoviano                            |
| Kodlak Melena Blanca y Malacath | Michael Donovan                       | Iñaki Alonso                                       |
| Kynareth | Desconocido                           | Desconocido                                        |
| Kyne | Desconocido                           | Desconocido                                        |
| Louis Letrush, Molag Bal y otros | Christopher Corey Smith               | Desconocido                                        |
| Magnus | Desconocido                           | Desconocido                                        |
| M'aiq el Mentiroso | Desconocido                           | Desconocido                                        |
| Maven Espino Negro | Elisa Gabrielli                       | Mariluz Parras                                     |
| Mehrunes Dagon | Victor Raider-Wexler                  | Jon Ciriano                                        |
| Mirabelle Ervine y Namira | Mozhan Marnò                          | Pepa Agudo y Arantxa Franco de Sarabia             |
| Mjoll la Leona, Tova Escudo Quebrado y otros | Martina Lotun                         | Desconocido                                        |
| Nazir | Erik Dellums (como Erik Todd Dellums) | Desconocido                                        |
| Nelacar, Nerien, Quaranir, Tandil y otros | Neil Dickson                          | Desconocido                                        |
| Niranye | Desconocido                           | Desconocido                                        |
| Odahviing | Charles Dennis                        | Javier Gámir                                       |
| Olava la Justa y otros | Alice Hirson                          | Desconocido                                        |
| Paarthurnax | Charles Martinet                      | Miguel Zúñiga                                      |
| Razelan | Desconocido                           | Desconocido                                        |
| Ri'saad | Desconocido                           | Desconocido                                        |
| Rolff Puño de Piedra, Torsten Mar Cruel, Tsun, Sinding y otros | Thor Edgell                           | Desconocido                                        |
| Sam Guevenne | Desconocido                           | Desconocido                                        |
| Sanguine | Desconocido                           | Desconocido                                        |
| Talen-Jei | Desconocido                           | Desconocido                                        |
| Teeba-Ei | Desconocido                           | Desconocido                                        |
| Tekla | Desconocido                           | Desconocido                                        |
| Tonilia | Desconocido                           | Desconocido                                        |
| Ulfric Capa de la Tormenta | Vladimir Kulich                       | Miguel Zúñiga                                      |
| Urag gro-Shub | Desconocido                           | Desconocido                                        |
| Vaermina | Carla Delaney                         | Salomé Larrucea                                    |
| Veezara | Desconocido                           | Desconocido                                        |
| Vex | Kari Wahlgren                         | Gema Carballedo                                    |

## Mercadeo y lanzamiento
El Centro de Convenciones de Los Ángeles (Estados Unidos) acogió al primer anuncio del lanzamiento de Skyrim el 11 de diciembre de 2010. El centro fue el anfitrión de los Spike Video Game Awards; Howard apareció en el escenario durante los premios y presentó el avance que mostró parte de la historia y reveló el «11-11-11» como fecha de lanzamiento. El anuncio mereció el artículo de portada de la edición de febrero de 2011 de la revista Game Informer, en cuyo interior el periodista Matt Miller revelaba, en un artículo de quince páginas, los primeros detalles de la trama y del sistema de juego. Cuando se le preguntó a Howard en una entrevista de junio de 2011 sobre el contenido de los paquetes descargables, este expresó que la intención del equipo era lanzarlos después de haberlo hecho para las versiones anteriores. También dijo que otro objetivo era publicar la menor cantidad de paquetes y que estos fueran de mayor tamaño que los de Fallout 3, ya que consideró que lanzar una gran cantidad de paquetes pequeños era «algo caótico». A través de un comunicado de prensa, el equipo anunció que los dos primeros paquetes de contenido descargable llegarían a Xbox 360 por medio de Xbox Live, un mes antes que para los ordenadores personales y PlayStation 3. En la conferencia de la QuakeCon 2011 de ZeniMax Media, el equipo dio a conocer un paquete de Skyrim edición especial. Incluía un mapa impreso de la provincia, una figura de Alduin de 30 cm, así como un libro del arte conceptual de doscientas páginas y un DVD sobre el making-of del juego.
En octubre de 2011 se filtraron imágenes de muchas de las páginas del manual del juego, a lo que se sumaron enseguida varias escenas de la introducción. Para el 1 de noviembre de 2011, una copia de la versión para Xbox 360 había llegado al público a través de internet, lo que permitió que las personas con dicha consola pirateada pudieran jugar diez días antes del lanzamiento oficial. En los Países Bajos, el título estuvo disponible para su compra desde el 7 de noviembre. Las tiendas de Australia comenzaron a venderlo desde el 10 de noviembre de forma anticipada.

### Otras versiones
| 2011 | Lanzamiento original       |
| 2012 |                            |
| 2013 | Legendary Edition          |
| 2014 |                            |
| 2015 |                            |
| 2016 | Special Edition            |
| 2017 | Skyrim VR                  |
| 2017 | Versión de Nintendo Switch |
| 2018 | Very Special Edition       |
| 2019 |                            |
| 2020 |                            |
| 2021 | Anniversary Edition        |

El 4 de junio de 2013 llegó al mercado un paquete recopilatorio llamado The Elder Scrolls V: Skyrim - Legendary Edition, que contiene el parche de la versión 1.9 y las tres expansiones, junto con el juego principal. El 4 de junio de 2016, Bethesda anunció The Elder Scrolls V: Skyrim – Special Edition, una remasterización para PlayStation 4, Xbox One y Microsoft Windows. Llegó a estas plataformas el 28 de octubre del mismo año; los jugadores de Windows que poseían el título original y todo su contenido descargable en Steam pudieron adquirir Special Edition de forma gratuita. Presenta un motor de juego actualizado, así como numerosas mejoras gráficas, junto con compatibilidad con los mods en consolas. El 29 de septiembre de 2022, la plataforma GOG.com distribuyó una versión de Special Edition sin DRM.

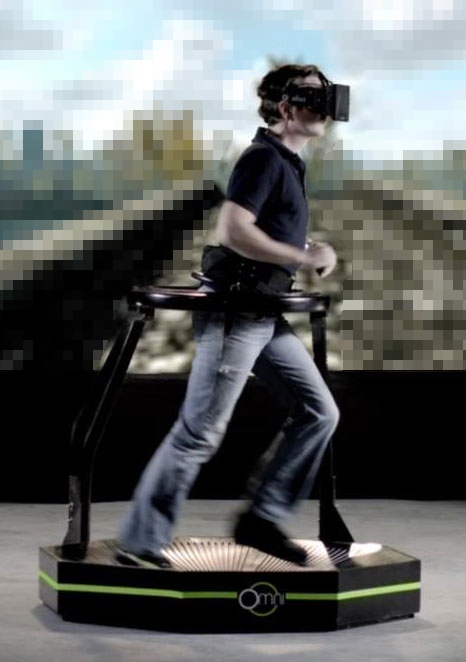
Un usuario jugando a Skyrim en el dispositivo Virtuix Omni mientras usa gafas de realidad virtual.

En octubre de 2016, el avance de Skyrim en Nintendo Switch mostró el sistema de juego en la consola. El 13 de enero del año siguiente, Todd Howard confirmó que la entrega se lanzaría en Switch, lo que lo convirtió en uno de los primeros títulos de Bethesda para una de las plataformas de Nintendo desde Home Alone para NES en 1991. Durante la exhibición de la desarrolladora en el E3 2017, se reveló que la versión de Nintendo Switch admite el uso de Amiibo y los controles de movimiento gracias a los Joy-Con. También en el E3 de 2017, Bethesda anunció una versión para PlayStation VR de Skyrim para noviembre del mismo año. El 2 de abril de 2018 llegó a Windows el juego en forma de realidad virtual, compatible con HTC Vive, Oculus Rift y Windows Mixed Reality.
Bethesda lanzó una parodia de las numerosas adaptaciones y relanzamientos de The Elder Scrolls V, titulada Skyrim: Very Special Edition, en su conferencia de prensa del E3 2018 para Amazon Alexa, afirmando que también se publicaría para Telesketch, buscapersonas Motorola y refrigeradores inteligentes de Samsung. Se descubrió que el lanzamiento para Alexa era una versión legítima de la entrega obra de Bethesda, lo que jugaba con la broma de que los estudios aparentemente habían adaptado Skyrim a todas las plataformas posibles después de sus anuncios del E3 2017.
Como parte de la celebración del décimo aniversario de Skyrim, en noviembre de 2021 se lanzó otra compilación, The Elder Scrolls V: Skyrim – Anniversary Edition para Microsoft Windows, PlayStation 4, PlayStation 5, Xbox One y Xbox Series X/S. Incluye todo el contenido de Special Edition, más de quinientos elementos del Creation Club e introduce la posibilidad de pescar y adquirir acuarios. La edición de aniversario llegó a Nintendo Switch el 29 de septiembre de 2022. El mismo día, la plataforma GOG.com lanzó una versión sin DRM, además de un paquete de contenido adicional para Special Edition que incluía todo lo agregado en Anniversary Edition.

## Contenido adicional

### Expansiones oficiales
Dawnguard fue el primer complemento descargable para Skyrim. Gira en torno a la lucha entre los Guardianes del Alba («Dawnguard») y el clan Volkihnar. Los Guardianes del Alba son una banda de cazavampiros que utilizan ballestas y buscan eliminar a la familia Volkihnar. Al principio de las misiones, el jugador ha de escoger a cuál facción se unirá. Esta expansión aporta nuevos elementos, como armas, magia y armaduras, además de que amplía las capacidades de los usuarios que opten por convertirse bien en hombres lobo o bien en vampiros. Agrega dos nuevas áreas a las afueras de Skyrim —el Recordatorio de las Almas, un plano de Oblivion, y el Valle Olvidado. Dawnguard fue lanzado para Xbox 360 el 26 de junio de 2012 en los países de habla inglesa, y a mediados de julio en Europa. A través de la plataforma de distribución digital de Steam, este complemento llegó a Windows el 2 de agosto de 2012. Dawnguard tuvo problemas de rendimiento en la plataforma PlayStation 3, y al fin estuvo disponible en esta el 26 de febrero de 2013 en América del Norte y el día siguiente en Europa.
Hearthfire añade la funcionalidad de construir casas y adoptar niños. El jugador puede comprar tres parcelas de tierra y confeccionar la estructura de una casa añadiendo las habitaciones de una plantilla básica a partir de materias primas, como madera y arcilla. El usuario también puede adoptar hasta dos niños y llevarlos a vivir en una de sus casas con su cónyuge. Fue lanzado para la Xbox 360 el 4 de septiembre de 2012 y para Windows el 4 de octubre de 2012. Luego fue el lanzamiento para PlayStation 3 el 19 de febrero de 2013 para Norteamérica y el día siguiente para Europa.
Dragonborn es el tercer y último complemento descargable para Skyrim. Se centra en los esfuerzos del jugador para derrotar a Miraak, el primer Sangre de dragón que se ha tornado corrupto y pretende controlar el mundo. Esta trama se desarrolla en la isla de Solstheim, cuyo mapa es un mundo abierto al igual que el resto de la entrega. Uno de los contenidos añadidos al juego permite montar dragones. Dragonborn llegó a Xbox 360 el 4 de diciembre de 2012, a Windows el 5 de febrero de 2013 y a PlayStation 3 el 12 de febrero.
En abril de 2013, Bethesda anunció a través de su blog que habían terminado su etapa con Skyrim y habían comenzado a esbozar otros proyectos. Agregaron que para este solo trabajarían en actualizaciones menores. En una entrevista de 2024, Todd Howard expresó su arrepentimiento por no haber comercializado el producto como servicio. Declaró que, pese a que el equipo trató de mantener un soporte constante, «desearía haber llevado esa estrategia mucho más lejos». Sí pudo implementar este enfoque en los desarrollos posteriores de Fallout 76 y Starfield.

### Creation Club y contenido de la comunidad
A través del Creation Club, entre 2017 y 2021 Bethesda lanzó para Special Edition setenta y cuatro paquetes de contenido descargable, que después formaron parte de la compilación de Anniversary Edition en 2021. Además, mediante la herramienta de edición Creation Kit la comunidad puede crear y compartir modificaciones (mods, abreviado en inglés). Los mods pueden ser variados e incluyen características tales como un cielo nocturno más vibrante, sistemas de iluminación mejorados, nuevos personajes, misiones y lugares o actualizaciones de la interfaz de usuario. La primera modificación oficial de Skyrim fue «The Fall of the Space Core, Vol. 1», que creó la propia Bethesda en colaboración con Valve Corporation. Esta hace que el «Space Core» —un aparato ficticio de Portal 2— caiga del cielo sobre una casa quemada cerca de Carrera Blanca. El artefacto (con la voz de Nolan North) actúa como un personaje no jugador, que sigue al usuario por todo el mundo del juego en tanto dice comentarios relacionados con el espacio.
Algunos de los mods de Skyrim son muy extensos, como es el caso de Enderal: The Shards of Order, una modificación de conversión total que desarrolló SureAI y que lanzó en 2016. Se trata de un videojuego basado en la arquitectura, el sistema de juego, el motor y los recursos de The Elder Scrolls V. Estuvo en desarrollo durante cuatro años y medio, y se distribuye por canales no comerciales. Además de ejecutarse de forma independiente de Skyrim, ofrece una experiencia nueva, en un mapa distinto y con su propia historia, además de que cuenta con un elenco de actores de voz profesionales en inglés y alemán.

## Recepción

### Crítica
Skyrim recibió, en general, elogios de la crítica tras su lanzamiento. Uno de los cambios mejor recibidos fue la eliminación del sistema de clases de personajes, presente en títulos anteriores de The Elder Scrolls. Billy Shibley, de Inside Gaming, y Charles Onyett, de IGN, alabaron esta decisión porque permitía a los jugadores experimentar con diferentes habilidades sin tener que limitarse a una sola clase desde el principio de la partida. Desde Eurogamer, John Bedford añadió que ahora el juego se adaptaba a los usuarios que querían construir un personaje completo o, por el contrario, especializado en determinadas habilidades. Steve Butts, de The Escapist, comentó respecto al nuevo sistema de ventajas que era «un gran método para hacer que tu personaje se sienta aún más único y personal». Kevin VanOrd, de GameSpot, elogió que las ventajas mejoraban las habilidades preferidas del usuario con el tiempo y afirmó que dicho proceso «se adapta a la forma en que juegas, pero permite ajustes para que conserves una sensación de control». Los analistas también aplaudieron la interfaz de usuario por su accesibilidad; Bedford destacó su «diseño elegante», que superaba la compleja interfaz de Oblivion.
Varios críticos aclamaron el estilo artístico y acogieron con agrado el cambio respecto al Cyrodiil de la pasada entrega. Jason Schreier, de Wired, describió la tierra de Skyrim como un «tesoro de gusto y encanto inspirado en los vikingos», a la par que señaló el contraste con Cyrodiil, que consideraba genérico en comparación. La redacción de la revista Edge retrató a la provincia imperial como un «mosaico de diferentes terrenos», a la vez que valoraba el terreno «más consistente» de la región nórdica. Shibley agradeció que el diseño de niveles no fuera repetitivo, problema «que ha afectado a los juegos anteriores de Bethesda» y que solventa Skyrim con un mundo «de aspecto vívido y artesanal». Bedford resaltó que la mejora en la fidelidad gráfica en comparación con Oblivion hizo al mundo del juego más realista, a la par que destacó «el escenario montañoso brumoso, con niebla arremolinada y tormentas de nieve a gran altitud».
En cuanto al diseño de niveles, un editor de PC PowerPlay reseñó la diversidad en el planteamiento de las mazmorras. Por parte de Game Informer, Andrew Reiner citó las críticas que Oblivion enfrentó por lo repetitivo, señalando que «la composición de cada mazmorra es en gran medida única e individualizada» en Skyrim. Destacó la decisión de diseño de incluir una ruta rápida para salir desde su última habitación, eliminando un problema identificado en Oblivion donde el jugador, tras despejar una mazmorra, tenía que regresar al principio para marcharse. Muchos críticos elogiaron la gran cantidad de actividades disponibles en el mundo, más allá de la historia principal. Tom Francis, de PC Gamer, señaló que era difícil explorar el mapa sin distraerse y afirmó que «es difícil caminar durante un minuto en cualquier dirección sin encontrar una cueva intrigante, una choza solitaria, algunas piedras extrañas, un viajero errante o una fortaleza encantada».
Los críticos acogieron con agrado la capacidad de empuñar armas y magia con ambas manos. Desde PC PowerPlay consideraron que la habilidad de doble empuñadura «transforma el alcance táctico de cada encuentro de combate». Shibley señaló que esta opción le da al jugador más libertad para experimentar con las batallas, a lo que añadió que «la capacidad de aplicar un hechizo a cada mano [...] genera un enorme potencial para ser creativo con tus combinaciones de hechizos». Sin embargo, diferentes analistas criticaron el combate cuerpo a cuerpo argumentando que no se había mejorado tanto como otras áreas del juego. Para Justin McElroy, de Joystiq, «lo que deberían ser peleas emocionantes en Skyrim a menudo se ven lastradas por el mismo torpe sistema cuerpo a cuerpo que padecía Oblivion». Onyett describió el combate cuerpo a cuerpo como «plano» y criticó que «muchas veces se siente como si estuvieras cortando aire en lugar de la carne de una criatura mítica». Francis estuvo de acuerdo y declaró: «La mayor parte del tiempo, agitas tu arma y los enemigos apenas reaccionan a los golpes».
El juego recibió críticas menores en varias otras áreas, como fue el caso de la misión principal, que dividió la opinión de los analistas. Mientras Reiner elogió la misión principal como «magníficamente escrita» y «el mejor esfuerzo de Bethesda hasta la fecha», Butts y Francis desaprobaron que la historia se transmitiera principalmente a través de conversaciones y diarios de misiones, en lugar de mediante las interacciones directas del jugador. Si bien las batallas contra los dragones fueron bien recibidas, algunos periodistas observaron fallas en la inteligencia artificial de las criaturas. Onyett señaló sus «patrones de ataque predecibles», con lo que Francis estuvo de acuerdo, afirmando que «luchar contra ellos nunca cambia mucho: puedes ignorarlos hasta que aterricen y luego dispararlos desde la distancia cuando lo hagan». Reiner agregó que, debido a la repetitividad de sus movimientos, los dragones no eran lo suficientemente desafiantes para los jugadores de bajo nivel. Los redactores de Edge indicaron que la curva de dificultad era mayor para los usuarios que preferían el tiro con arco y la magia, ya que los monstruos eran difíciles de acertar mientras permanecían en el aire. Muchos críticos notaron fallas mientras jugaban Skyrim, algunas de las cuales «rompían» el juego. Nick Cowen, de The Guardian, argumentó que los fallos del juego eran una «compensación» por su ambicioso alcance, y que había experimentado fallos que le obligaron a recargar partidas guardadas anteriores. La revista Edge también señaló la falta de pulido en algunas áreas como un «precio a pagar» por la libertad que ofrece su mundo, así como su extenso lore

### Comercial
Skyrim ha sido el videojuego más exitoso de Bethesda desde el punto de vista comercial: según Vgchartz, la desarrolladora reportó sesenta millones de ventas a fecha de junio de 2023. De acuerdo a IGN y con datos de junio de 2024, es el octavo título más vendido de la historia, por detrás de Mario Kart 8 (2014) y Red Dead Redemption 2 (2018) y por delante de entregas como The Witcher 3: Wild Hunt (2015) u Overwatch (2016).
Dos días después del lanzamiento, las ventas del juego alcanzaron las 3.4 millones de unidades físicas. De estas, el 59 % fueron para Xbox 360, 27 % para PlayStation 3 y 14 % para ordenadores personales. En la primera semana de su salida, Bethesda declaró el envío de siete millones de unidades a minoristas de todo el mundo y que se esperaba que las ventas totales hasta el siguiente miércoles generaran unos 450 millones de dólares. En diciembre de 2011, la estimación había aumentado a diez millones de unidades enviadas al comercio minorista, las cuales supusieron un valor de alrededor de 620 millones de dólares. En junio de 2013, Bethesda anunció que se habían vendido más de veinte millones de copias. Según Todd Howard, Skyrim había cosechado en noviembre de 2016 otras diez millones de unidades, que alcanzarían los sesenta millones para junio de 2023.
Durante el primer día de lanzamiento, Steam registró más de 230 000 personas jugando Skyrim al mismo tiempo. Además, Valve declaró que era el juego de venta más rápida hasta la fecha en su plataforma. La página de estadísticas de Steam mostró que había superado la marca de cinco millones de usuarios, al contar 5 012 468 jugadores conectados el 2 de enero de 2012, aunque el número total de copias comercializadas en la plataforma es difícil de confirmar porque Valve no publica las ventas digitales. Poco después de su llegada al mercado, Skyrim era ya el título más jugado en Steam por un amplio margen, con el doble de usuarios que Team Fortress 2, que ocupaba el segundo lugar. En el Reino Unido, fue el noveno videojuego más vendido de 2012. Con respecto a las ventas en ordenadores, Todd Howard declaró, en una entrevista con Rock, Paper, Shotgun: «A Skyrim le fue mejor que nunca en PC, por un amplio margen. Y ahí es donde entran en escena los mods: eso alimenta de contenido al juego durante mucho tiempo».

### Premios y reconocimientos
Skyrim recibió premios de numerosos sitios web y publicaciones de videojuegos. IGN y GameSpot lo nombraron «Juego del Año para PC»; este último también le concedió el «Readers' Choice». Recibió el título de «RPG del Año» por parte de Spike TV, IGN, X-Play, GameSpot,y GameSpy, además de los Interactive Achievement Awards. Obtuvo premios como «Juego del Año» de Spike TV, Giant Bomb, X-Play, Machinima, GameSpot, 1UP, GameRevolution, GameSpy, Joystiq y, de nuevo, los Interactive Achievement Awards. Aparte de ganar los reconocimientos a «Juego del Año» y «Juego de Rol/Multijugador Masivo del Año», la Academy of Interactive Arts & Sciences también honró a Skyrim con logros sobresalientes en «Dirección del Juego», «Ingeniería de Juego» e «Historia». Llegó al puesto número uno entre los cien mejores videojuegos de todos los tiempos en una votación de Good Game y alcanzó la misma posición en «Los 100 mejores juegos de PC de todos los tiempos» de PC Gamer. En los premios «Juego del Año 2017» de Giant Bomb, el título quedó en segundo lugar como «2017's Old Game of the Year».
La versión de VR obtuvo varias nominaciones: a «Mejor Juego de Realidad Virtual» en los premios Gamescom 2017; a la misma categoría y mejor remake (junto con la versión de Nintendo Switch) en los New York Game Awards 2018; por «Excelencia en Logros Técnicos» y «Juego de Realidad Virtual del Año» en los SXSW Gaming Awards 2018; y por «Mejor Juego VR/AR» en los Game Developers Choice Awards 2018. En la decimoséptima edición de los premios anuales de la National Academy of Video Game Trade Reviewers, la versión VR fue nominada por «Diseño de Control, VR», «Dirección en Realidad Virtual» y «Mezcla de Sonido en Realidad Virtual», mientras que su lanzamiento para Nintendo Switch participó en la categoría «Diseño de Vestuario». También ganó el premio al «Mejor Juego VR» en los premios Golden Joystick 2018. En 2012, la revista Forbes incluyó a The Elder Scrolls V: Skyrim: Original Game Soundtrack en la lista de las doce mejores soundtracks de videojuegos de todos los tiempos, en el apartado de las menciones honorables.

## Legado
Los críticos a menudo consideran a Skyrim entre los mejores videojuegos de todos los tiempos. Varios desarrolladores lo han mencionado como una influencia directa en juegos posteriores, como Valheim y The Legend of Zelda: Breath of the Wild. También ha recibido crédito por popularizar los mundos abiertos a gran escala en títulos de rol de fantasía, influyendo en franquicias como The Witcher y Dragon Age.
A raíz de la popularidad de la entrega surgieron a su alrededor una serie de memes que circularon en forma de imágenes macro o vídeos de parodia y que se hicieron fenómenos virales en internet. Entre ellos se incluyen el grito del dragón «Fus'roh'dah», y variaciones o adaptaciones de la frase «Yo solía ser un aventurero como tú. Pero un día me hirieron en la rodilla con una flecha...». Durante una entrevista en 2018, Todd Howard atribuyó los frecuentes relanzamientos del juego a los «millones» de usuarios que todavía juegan Skyrim.